# Naisten II-divisioona 2016
La Naisten II-divisioona 2016 è stata la 1ª edizione del campionato di football americano di terzo livello femminile, organizzato dalla SAJL.

## Squadre partecipanti
| Club            | Città | Stadio | Sponsor ufficiale | Risultato nella stagione 2015 |
| --------------- | ----- | ------ | ----------------- | ----------------------------- |
| Kotka Eagles    | Kotka |        |                   |                               |
| Lahti Panthers  | Lahti |        |                   |                               |
| Lohja Lionesses | Lohja |        |                   |                               |

## Stagione regolare

### Calendario

#### 1ª giornata
| Lahti 5 giugno 2016, ore 13:30 | Lahti Panthers | 18 – 32 | Lohja Lionesses | Mukkulan kuplahalli |

#### 2ª giornata
| Lohja 11 giugno 2016, ore 12:00 | Lohja Lionesses | 28 – 30 | Kotka Eagles | Kisakallion Urheiluopisto |

#### 3ª giornata
| Lahti 18 giugno 2016, ore 13:30 | Lahti Panthers | 24 – 68 | Kotka Eagles | Mukkulan kuplahalli |

#### 4ª giornata
| Kotka 2 luglio 2016, ore 12:00 | Kotka Eagles | 36 – 0 | Lahti Panthers | Puistolan kenttä |

#### 5ª giornata
| Kotka 9 luglio 2016, ore 12:00 | Kotka Eagles | 32 – 14 | Lohja Lionesses | Puistolan kenttä |

#### 6ª giornata
| Lohja 24 luglio 2016, ore 12:00 | Lohja Lionesses | 40 – 6 | Lahti Panthers | Virkkalan Urheilukenttä |

### Classifica
La classifica della regular season è la seguente:
- PCT = percentuale di vittorie, G = partite giocate, V = partite vinte,  P = partite perse, PF = punti fatti, PS = punti subiti

| Pos. | Squadra         | PCT   | G | V | N | P | PF  | PS  |
| ---- | --------------- | ----- | - | - | - | - | --- | --- |
| 1    | Kotka Eagles    | 1.000 | 4 | 4 | 0 | 0 | 166 | 66  |
| 2    | Lohja Lionesses | .500  | 4 | 2 | 0 | 2 | 114 | 86  |
| 3    | Lahti Panthers  | .000  | 4 | 0 | 0 | 4 | 48  | 176 |

## I Finale Naisten II-divisioona
| Kotka 7 agosto 2016, ore 15:30 | Kotka Eagles | 18 – 16 | Lohja Lionesses | Puistolan kenttä |

## Verdetti
- Kotka Eagles Vincitrici della Naisten II-divisioona 2016